# Phymaturus indistinctus
Espèce
Synonymes
- Phymaturus patagonicus indistinctus Cei & Castro, 1973

Phymaturus indistinctus est une espèce de sauriens de la famille des Liolaemidae.

## Répartition
Cette espèce est endémique de la province de Chubut en Argentine.

## Description
C'est un saurien vivipare.

## Publication originale
- Cei & Castro, 1973 : Taxonomic and serological researches on the Phymaturus patagonicus complex. Journal of Herpetology, vol. 7, no 3, p. 237-247.